# Георгій Трапезундський
Георгій Трапезундський (грец. Γεώργιος Τραπεζούντιος ; 1395—1486) — візантійський грецький філософ, учений і гуманіст.

## Біографія
Він народився на грецькому острові Крит (тоді венеційська колонія, відома як Королівство Кандія), і отримав своє прізвище Трапезунтій через те, що його предки походили з Візантійської грецької Трапезунтської імперії.
Коли він поїхав до Італії, достеменно невідомо; за деякими свідченнями, його викликали до Венеції близько 1430 року, щоб він виконував обов'язки амануена при Франческо Барбаро, який, здається, вже був з ним знайомий; за іншими, він не відвідував Італію до часу Флорентійського собору (1438—1439). 
Він вивчав латину у Вітторіно да Фельтре і опанував цю мову так швидко, що за три роки зміг викладати латинську літературу та риторику. Спершу мав надзвичайно високу репутацію як вчитель і перекладач Аристотеля. Одержав посаду секретаря папи Миколи V, який був затятим арістотелівцем. Гострота його нападок на Платона (у Comparatio Aristotelis et Platonis 1458 року[3], яку історик Джеймс Хенкінс назвав «однією з найдивовижніших сумішей вченості та божевілля, які були коли-небудь написані»), викликала рішучу відповідь Бессаріона («Наклеп на Платона», надрукована в 1469 році).  Явно поспішний і неточний характер його перекладів Платона, Аристотеля та інших класичних авторів, разом зруйнували його славу як науковця і поставили під загрозу його становище як викладача філософії. (Серед критиків перекладів Георгія був Папа Пій II.) Обурення проти Георгія через його однойменну працю було настільки великим, що він, ймовірно, був би змушений покинути Італію, якби Альфонсо V Арагонський не надав йому захисту при дворі Неаполя. 

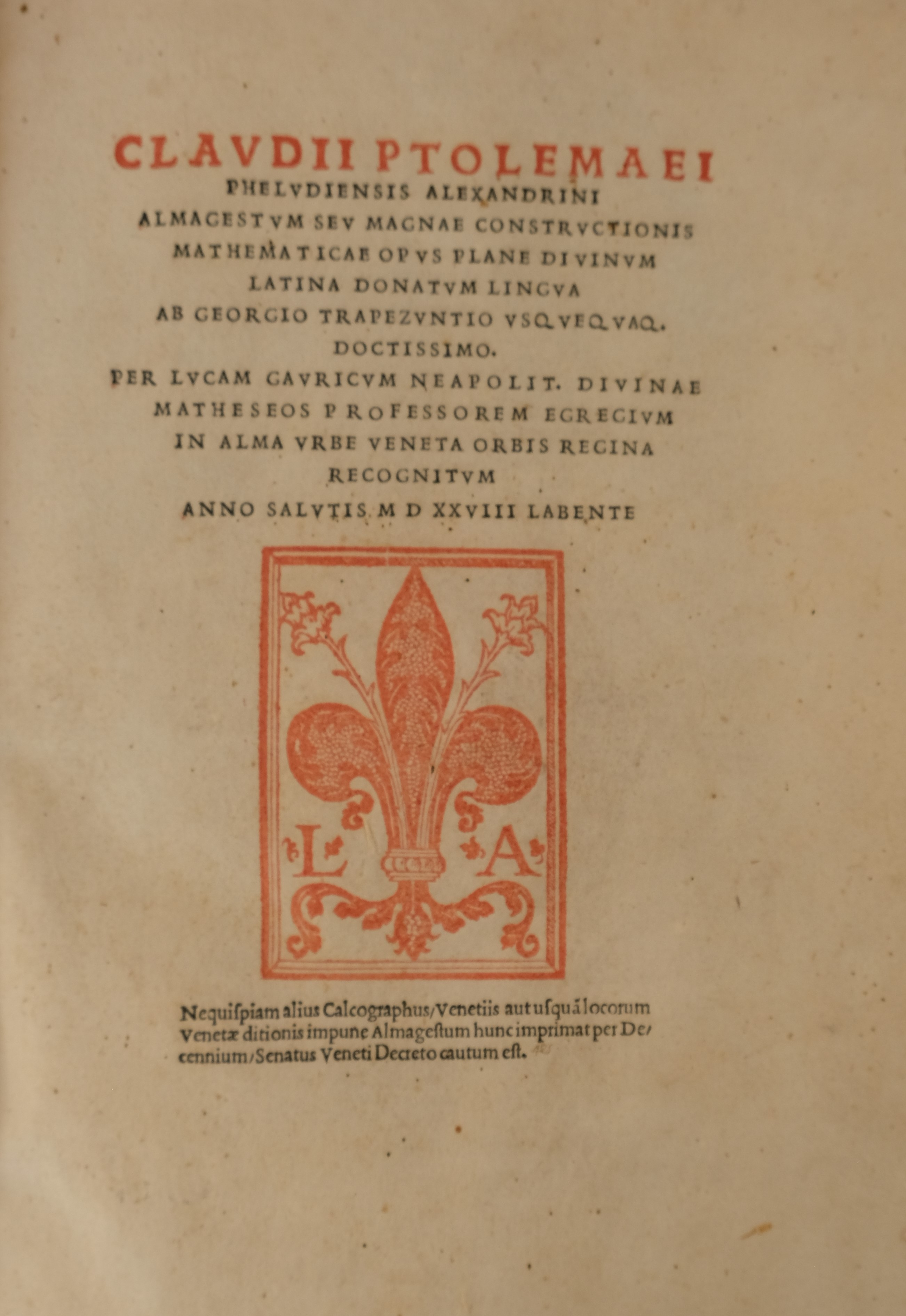
Титульна сторінка примірника «Альмагестум» Птолемея 1528 року, перекладеного на латину з грецької Трапезундом

Згодом він повернувся до Риму, де в 1471 році опублікував дуже вдалу латинську граматику, засновану на праці іншого грецького граматика латини, Прісціана. Крім того, більш рання робота про грецькі риторичні принципи принесла йому широке схвалення навіть серед його колишніх критиків, які визнавали його блиск і вченість. Помер у великій бідності в 1486 році в Римі.
Його син Андреа Трапезундський (da Trebisonda) також був класичним ученим і перекладачем у Римі.

## Праці
- Rhetoricorum libri V. A synthesis of the Rhetorica ad Herennium and the Hermogenean corpus.[12][13]
- Isagoge dialectica.[12][13]
- De artificio Ciceronianae orationis pro Quinto Ligario.[12]
- Rhetoricorum. A translation of Aristotle's Rhetoric.[12][13]

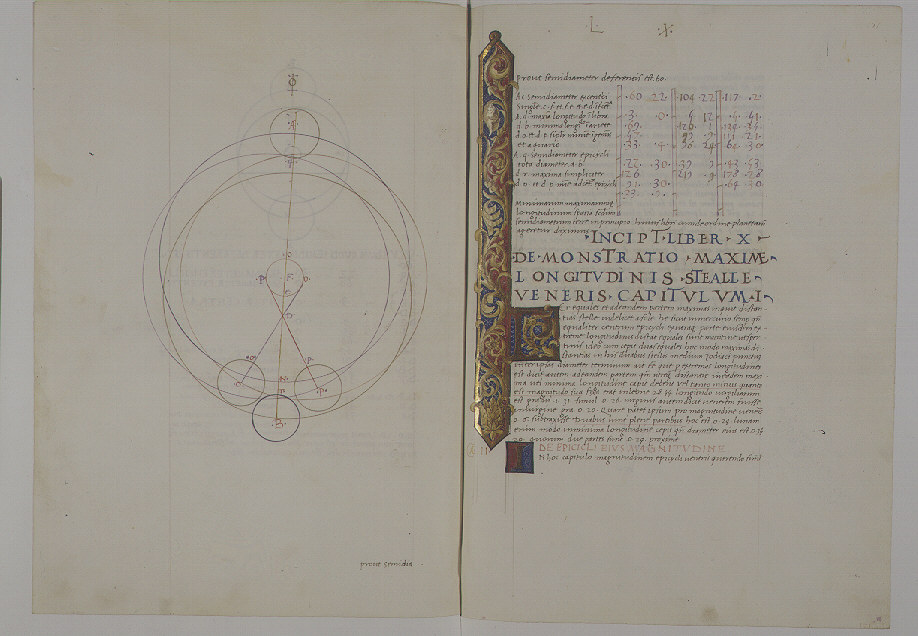
Сторінка з X книги коментарів Георгія Трапезундського до Альмагесту. Ліворуч — модель планети Меркурій, що демонструє її найближче наближення до Землі; праворуч — інформація про Меркурій і початок його коментаря щодо планети Венера.

## Подальше читання
- C. J. Classen, 'The rhetorical works of George of Trebizond and their debt to Cicero', Journal of the Warburg and Courtauld Institutes 56 (1993), 75–84
- Matthew DeCoursey, 'Continental European Rhetoricians, 1400—1600, and Their Influence in Renaissance England', British Rhetoricians and Logicians, 1500—1660, First Series, DLB 236, Detroit: Gale, 2001, pp. 309–43.
- Jonathan Harris, Greek Émigrés in the West, 1400—1520 (Camberley UK: Porphyrogenitus, 1995). ISBN 1-871328-11-XISBN 1-871328-11-X
- John Monfasani, George of Trebizond. A biography and a study of his rhetoric and logic, Leiden, Brill, 1976.
- John Monfasani, ed., Collectanea Trapezuntiana. Texts, Documents, and Bibliographies of George of Trebizond, Binghamton, NY: RSA, 1984.
- Lucia Calboli Montefusco, «Ciceronian and Hermogenean Influences on George of Trebizond's Rhetoricorum Libri V,» Rhetorica 26.2 (2008): 139—164.
- N.G. Wilson, From Byzantium to Italy. Greek Studies in the Italian Renaissance, London, 1992. ISBN 0-7156-2418-0ISBN 0-7156-2418-0
- Christos Ch. Kypraios,The Ideology of Hellenoturkism: From George of Trebizond to Dimitri Kitsikis -Istanbul, Bilgi University, 2015 (MA thesis, 107 pages, with maps and charts).
- G. Voigt, Die Wiederbelebung des klassischen Altertums (1893);
- Article by C. F. Behr in Ersch and Gruber's Allgemeine Enzyklopadie.
- Harris, Jonathan, 'Byzantines in Renaissance Italy', in Online Reference Book for Medieval Studies —
- Monfasani, John (1976) George of Trebizond: a biography and a study of his rhetoric and logic Brill, Leiden, ISBN 90-04-04370-5
- Reject Aeneas, Accept Pius: Selected Letters of Aeneas Sylvius Piccolomini (Pope Pius II), ed. and tr. T. M. Izbicki, G. Christianson and P. Krey (Washington, DC, 2006), letter no. 61.
- Encyclopædia Britannica, 2007 ed.